# Anita Meyer

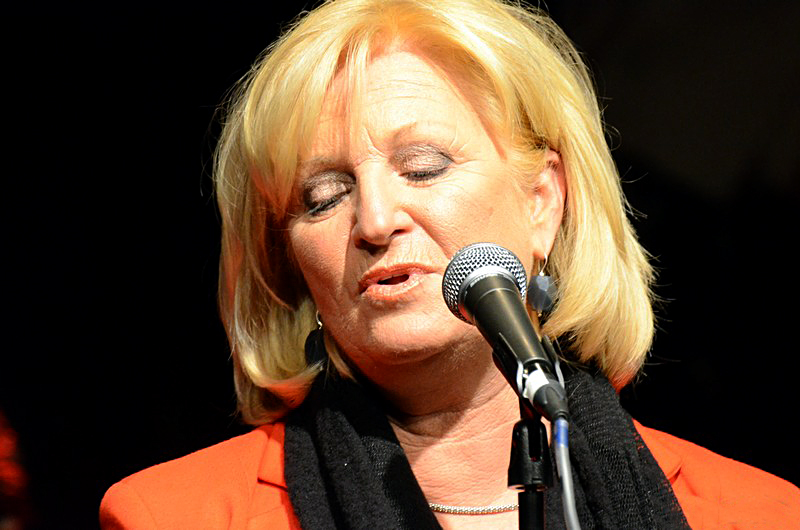
Anita Meyer (2011)

Anita Meyer (* 29. Oktober 1954) ist eine niederländische Sängerin.

## Karriere
Schon als Kind trat Anita Meyer (erst noch zusammen mit ihrem Bruder) auf. Den großen Durchbruch schaffte sie 1976, als ihre Solo-Debütsingle The alternative way Platz 1 in den Charts der Niederlande erklomm. Der Komponist des Liedes Hans Vermeulen sang dabei auch ein Zwischenstück ein. Vorher hatte sie schon zusammen mit ihm in seiner Formation Rainbow Train als eine von zwei Sängerinnen gearbeitet. Die Nachfolge-Singles verkauften sich gut, aber der Erfolg ließ allmählich nach.
1980 wechselte Anita Meyer ihre Plattenfirma. Why tell me why, ihre dritte Single dort, stand wochenlang auf Platz 1 in der Hitparade und wurde bestverkaufte Platte von 1981 in den Niederlanden. Es folgten einige weitere erfolgreiche Singles.
1983 trat sie zum ersten Mal mit Lee Towers auf. 1986 stieg ihr Duett mit Lee Towers, Run to me, hoch in den Hitlisten ein. Es war ihr letzter Top-10-Hit. Ihre Alben jedoch verkauften sich weiterhin gut und auch live war sie weiterhin gefragt. Ihre Konzerte waren gut besucht. Ende der 1980er, Anfang der 1990er Jahre spielte sie einige Male im ausverkauften Ahoy. 1989 veröffentlichte sie mit Close to You ein Tributealbum an den Komponisten Burt Bacharach.
1992 beschloss Anita Meyer etwas kürzerzutreten, um mehr Zeit für ihre Familie zu haben. Sie tritt vor allem auf kleinen Festen auf. 2000 trat sie auf einer Galavorstellung von Lee Towers im Ahoy auf. 2009 folgte Tears Go By, ein Album mit bekannten Pop- und Country-Balladen. Das Werk wurde mit dem renommierten Metropole Orkest aufgenommen.

## Diskografie

### Alben
| Jahr | Titel                       | Höchstplatzierung, Gesamtwochen, AuszeichnungChartsChartplatzierungen (Jahr, Titel, Platzierungen, Wochen, Auszeichnungen, Anmerkungen) | Anmerkungen          |
| Jahr | Titel                       | NL | Anmerkungen          |
| ---- | --------------------------- | --- | -------------------- |
| 1976 | In The Meantime I Will Sing | NL6 (7 Wo.)NL |                      |
| 1981 | Shades of Desire            | NL4 Platin · (24 Wo.)NL |                      |
| 1982 | Past Present and Future     | NL6 Gold · (14 Wo.)NL |                      |
| 1983 | Moments Together            | NL9 Gold · (19 Wo.)NL |                      |
| 1984 | Face To Face                | NL18 (9 Wo.)NL |                      |
| 1985 | Anita Meyer                 | NL9 (21 Wo.)NL |                      |
| 1986 | Run To Me                   | NL3 Platin · (18 Wo.)NL | mit Lee Towers       |
| 1986 | Now and Forever             | NL20 (7 Wo.)NL |                      |
| 1987 | Premiere                    | NL8 Gold · (19 Wo.)NL |                      |
| 1988 | The Ahoy Concert            | NL15 Gold · (12 Wo.)NL |                      |
| 1989 | Close To You                | NL23 (15 Wo.)NL |                      |
| 1990 | Autumn Leaves               | NL54 (6 Wo.)NL |                      |
| 1992 | Music Music                 | NL41 (5 Wo.)NL |                      |
| 1994 | The Love of a Woman         | NL37 (9 Wo.)NL |                      |
| 1996 | A Song Can Change Your Life | NL85 (5 Wo.)NL |                      |
| 1998 | Dichter bij elkaar          | NL95 (1 Wo.)NL |                      |
| 2009 | Tears Go By                 | NL54 (5 Wo.)NL | mit Metropole Orkest |
| 2011 | Top 100                     | NL92 (1 Wo.)NL | mit Lee Towers       |

### Singles
| Jahr | Titel Album                                            | Höchstplatzierung, Gesamtwochen, AuszeichnungChartsChartplatzierungen (Jahr, Titel, Album, Platzierungen, Wochen, Auszeichnungen, Anmerkungen) | Anmerkungen    |
| Jahr | Titel Album                                            | NL | Anmerkungen    |
| ---- | ------------------------------------------------------ | --- | -------------- |
| 1976 | The Alternative Way In The Meantime I Will Sing        | NL1 (9 Wo.)NL |                |
| 1976 | You Can Do It In The Meantime I Will Sing              | NL9 (8 Wo.)NL |                |
| 1976 | Just a Disillusion –                                   | NL18 (6 Wo.)NL |                |
| 1977 | Anita That’s My Name –                                 | NL21 (5 Wo.)NL |                |
| 1980 | Rock Me Up a Mountain Shades of Desire                 | NL28 (5 Wo.)NL |                |
| 1981 | Why Tell Me, Why Shades of Desire                      | NL1 (14 Wo.)NL |                |
| 1981 | They Don’t Play Our Love Song Anymore Shades of Desire | NL3 (10 Wo.)NL |                |
| 1982 | Idaho Past, Present and Future                         | NL4 (8 Wo.)NL |                |
| 1982 | The One That You Love Past, Present and Future         | NL16 (5 Wo.)NL |                |
| 1983 | Goodbye To Love Moments Together                       | NL23 (5 Wo.)NL |                |
| 1983 | Sandy’s Song Moments Together                          | NL23 (4 Wo.)NL |                |
| 1984 | Blame It On Love Moments Together                      | NL33 (3 Wo.)NL |                |
| 1984 | Heart of Stone Face To Face                            | NL26 (4 Wo.)NL |                |
| 1986 | Run To Me - Live From Ahoy Gala ’85 Run To Me          | NL9 (8 Wo.)NL | mit Lee Towers |
| 1986 | We’ve Got Tonight Run To Me                            | NL31 (3 Wo.)NL | mit Lee Towers |
| 1990 | Freedom Autumn Leaves                                  | NL21 (5 Wo.)NL |                |
| 1992 | Music, Music (This Is Why) Music Music                 | NL34 (3 Wo.)NL |                |
| 1993 | Het Spijt Me –                                         | NL24 (6 Wo.)NL |                |